# Luis Sainz Aja
Luis Sainz Aja (Santander, 21 de diciembre de 1941 - Madrid, 24 de abril de 1993) fue un economista, estadístico y político español.
LIcenciado en Ciencias Económicas, Sainz Aja se vinculó desde la década de 1970 a los movimientos de oposición al franquismo en su tierra, Cantabria. Junto a Jaime Blanco, al que le unía una gran amistad, fue uno de los miembros del Partido Socialista Obrero Español (PSOE) que refundaron la agrupación socialista cántabra al final de la dictadura franquista ocupando la vicesecretaria general del Partido Socialista de Cantabria (PSC-PSOE). En las elecciones generales de 1986 fue candidato del PSOE por la circunscripción de Cantabria, resultando elegido diputado al Congreso, escaño que renovaría en las elecciones de 1989. Cuando falleció, figuraba en la propuesta de lista electoral del PSOE por Cantabria para las elecciones generales de 1993, en segundo lugar tras Matilde Fernández. En su actividad como parlamentario, destacó como vocal de la Comisión de Defensa (1986 - 1993), siendo ponente en dos proyectos de ley relativos a las fuerzas armadas.